# Église vieille-orthodoxe pomore de Russie

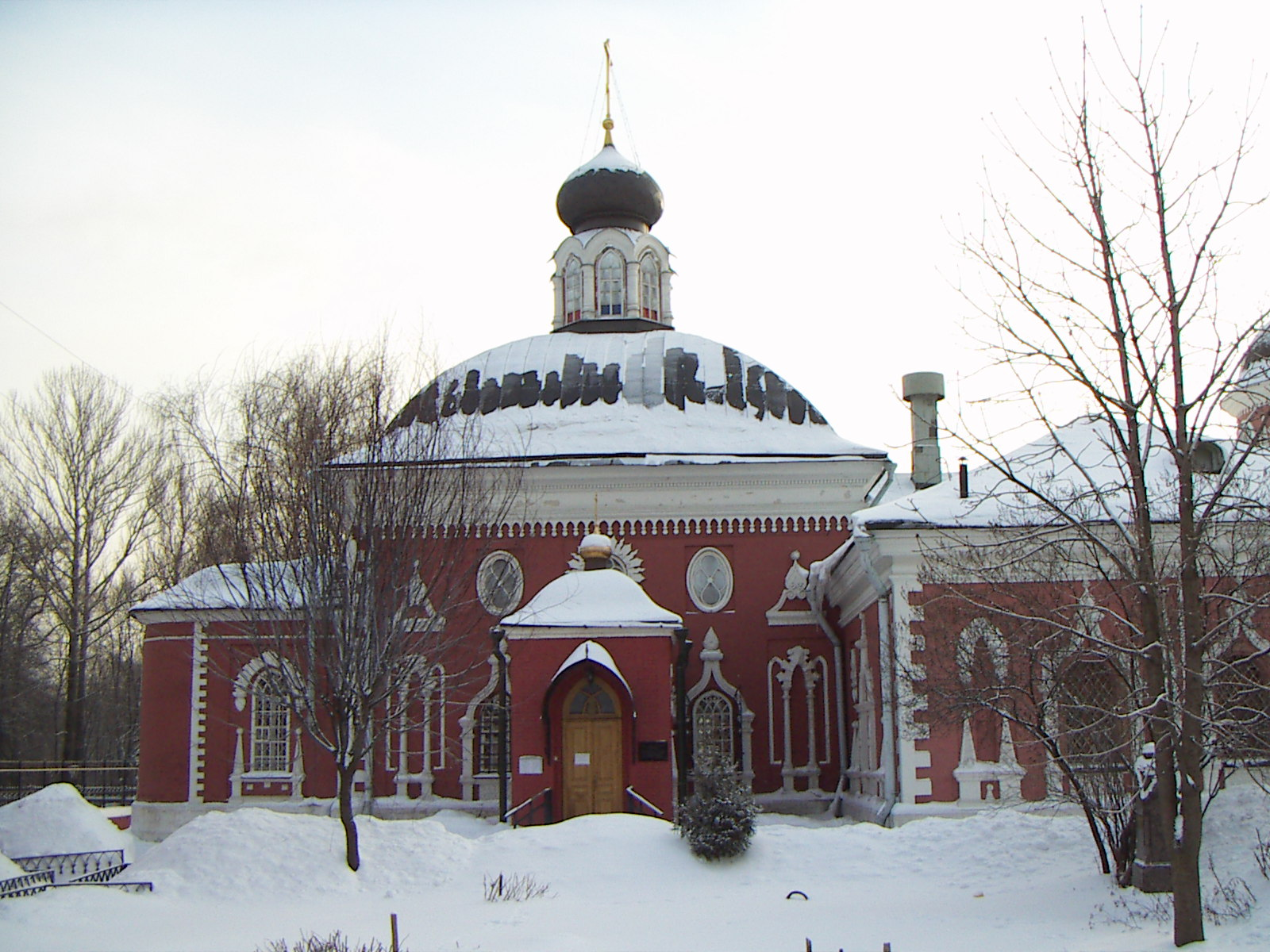
Chapelle vieille-orthodoxe pomore, partie orientale de l'église Saint-Nicolas, cimetière de la Transfiguration à Moscou.

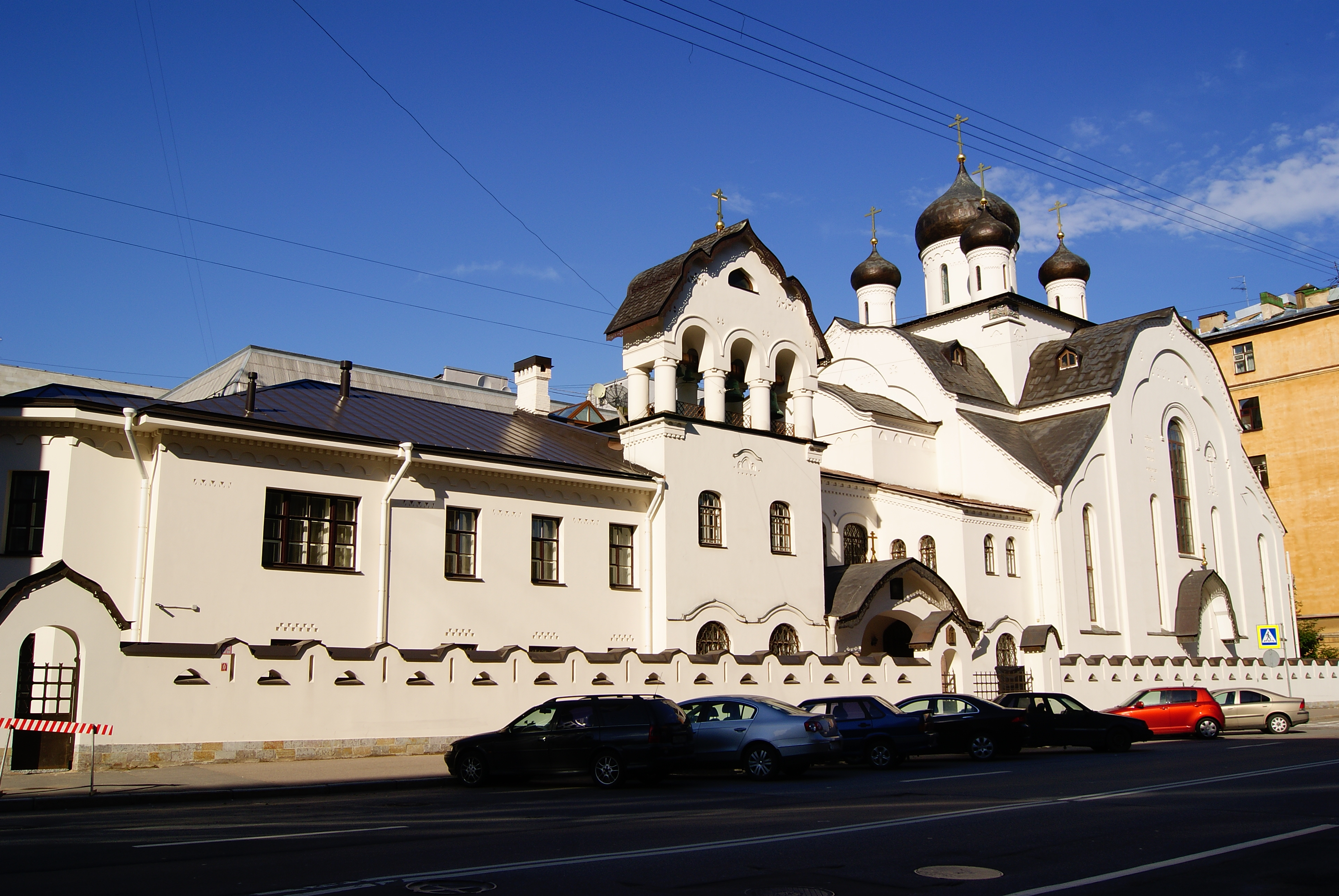
Église vieille-orthodoxe pomore à Saint-Pétersbourg.

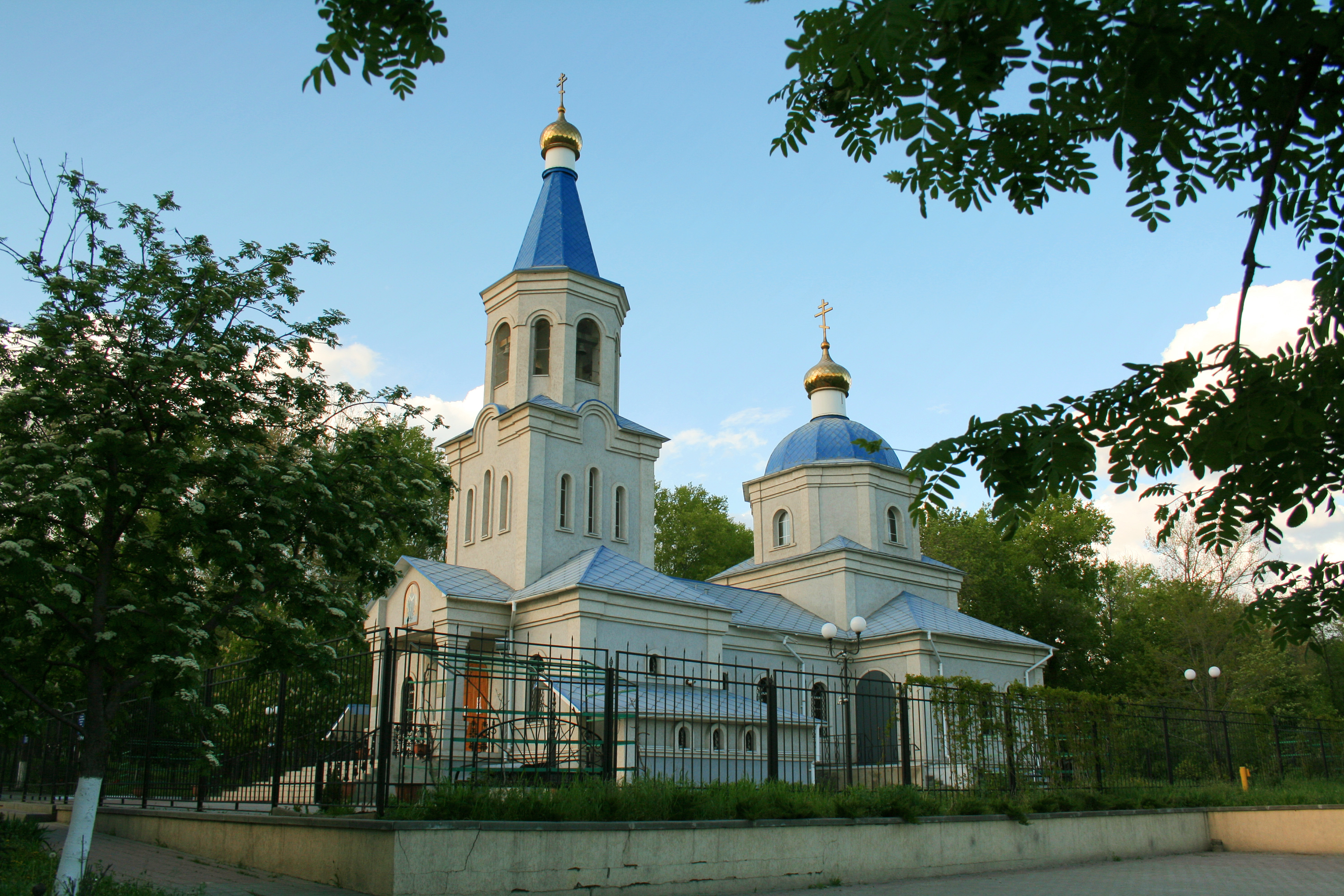
Église vieille-orthodoxe pomore à Belgorod (construite en 2006).

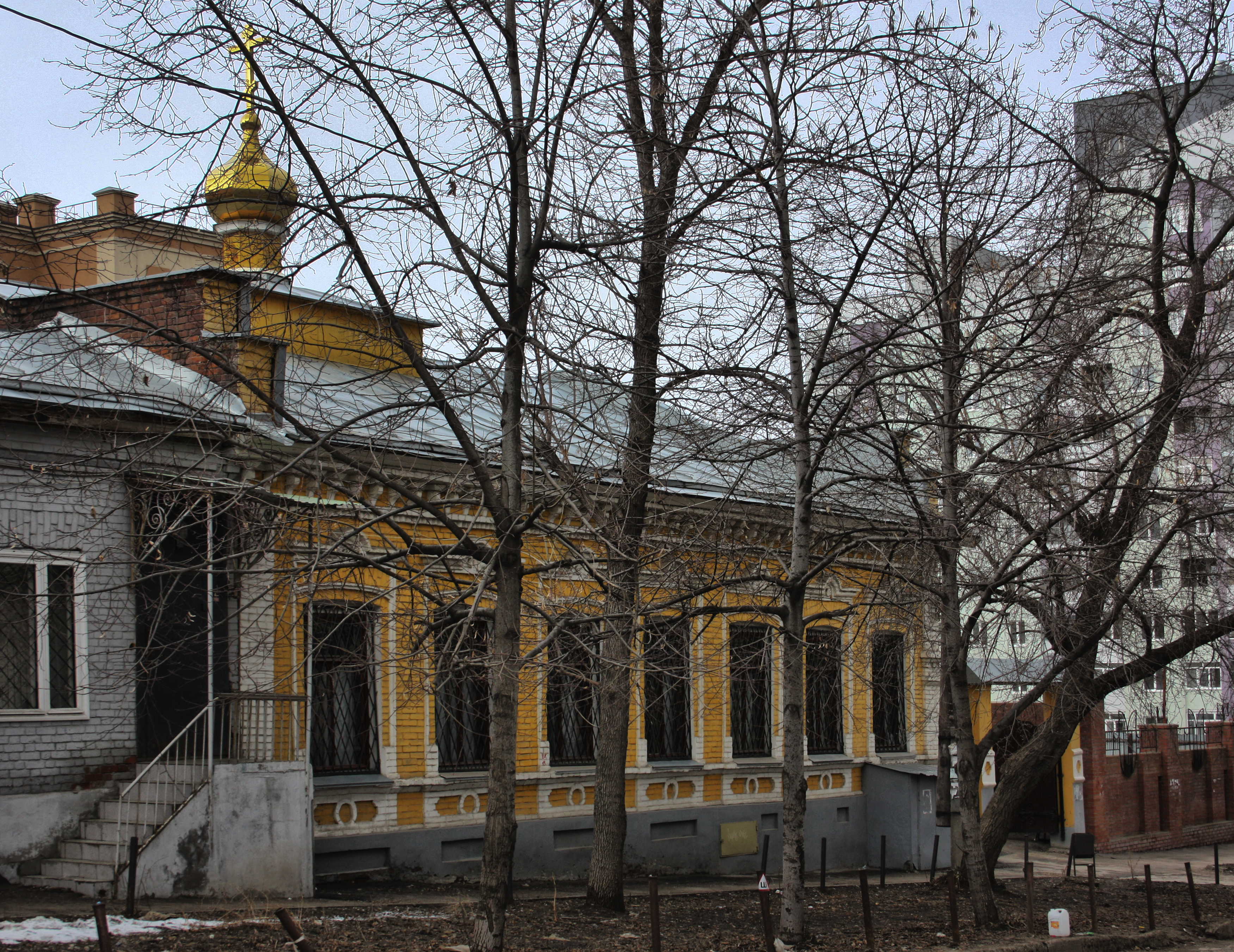
Église vieille-orthodoxe pomore à Samara.

L'Église vieille-orthodoxe pomore de Russie (en russe : Древлеправославная Поморская Церковь России) est la plus importante des dénominations non presbytériennes (« sans prêtres ») des orthodoxes vieux-croyants en Russie. Le chef de l'Église, Président du Conseil russe de l'Église vieille-orthodoxe pomore, est Alexey Alexandrovich Bezgodov (depuis le 15 mai 2025).
L'Église est membre du Conseil unifié de l'Église vieille-orthodoxe pomore.

## Histoire

### Réformes du patriarche Nikon et Raskol
En 1653, le patriarche de Moscou Nikon introduit des modifications dans le rituel pour le rapprocher de l'usage byzantin. Ces réformes soulèvent la réprobation des traditionalistes de l'Église orthodoxe russe menés par l'archiprêtre Avvakoum,,. Le concile de 1666-1667 entérine les réformes et prononce l'anathème contre les opposants en les déclarant schismatiques. Ce schisme est généralement appelé « raskol » ou « raskol nikonien » (никонианский раскол) [par les Vieux-croyants]. Les Vieux-croyants vont être persécutés par l'État et l'Église officielle, avec une sévérité variable, jusqu'à la fin de l'Empire russe. Du fait de la répression, des communautés de Vieux-croyants s'installent aux confins de l'Empire ou fuient et s'installent en dehors, notamment dans la république des Deux Nations.
Vers 1710, les Vieux-croyants se divisent en deux branches :
- les Vieux-croyants presbytériens (« avec prêtres ») ne renoncent pas au sacerdoce. Ils acceptent le ralliement de prêtres ordonnés dans l'Église « nikonienne » et cherchent à rétablir une Église avec une triple hiérarchie ;
- les Vieux-croyants non-presbytériens (« sans prêtres ») renoncent définitivement au sacerdoce, considérant qu'il n'y a plus dans le monde une hiérarchie orthodoxe légitime.

### Vieux-croyants pomores et nouveaux-pomores
L'Église vieille-orthodoxe pomore ou « confession de Danilov » fut fondée en Carélie orientale par Danila Vikouline et les frères Denissov.

### Empire russe
En 1905 (Révolution russe de 1905), l'Édit de tolérance religieuse de Nicolas II met fin aux persécutions étatiques des Vieux-Croyants qui cessent aussi d'être appelés schismatiques. S'ouvre alors une période d'« Âge d'or », qui va durer une dizaine d'années jusqu'à la révolution bolchévique, pendant laquelle les Vieux-croyants vont pouvoir jouir de la liberté religieuse.

### Union soviétique et république socialiste soviétique de Russie
L'Union des républiques socialistes soviétiques succède à l'Empire russe en 1922 (avec pertes de territoires à l'Ouest). Très vite, il mène une politique anti-religieuse qui frappe toutes les communautés religieuses et donc les différentes branches des Vieux-croyants.
Le Congrès des Chrétiens pomores en 1923 élabore un règlement sur l'Église pomore qui prévoit la création d'un Conseil spirituel suprême et de conseils spirituels locaux (régionaux), mais cela n'a pas putse mettre en place. À la fin des années 1930, la vie ecclésiale légale de l'Église pomore a pris fin en Russie (fermeture de lieux de culte, assassinat, emprisonnement et déportation de responsables). Il ne reste guère plus qu'une activité discrète, et plus ou moins clandestine, avec des réunions chez des particuliers.
Après l'occupation (1940), puis l'annexion des Pays baltes (1944-1991), le Conseil suprême des Vieux-croyants situé à Vilnius en Lituanie n'a pas été fermé et est devenu de fait l'organe central de l'ensemble de l'Église vieille-orthodoxe pomore, lui redonnant du même coup une reconnaissance légale. Les Assemblées qui y eurent lieu en 1966 et 1974 réunirent des délégués venant de l'ensemble de l'Union, et donc de Russie. La dernière réunion du Conseil de l'époque soviétique y a eu lieu en 1988, après quoi le processus de formation de différents Conseils locaux dans les différentes républiques, puis dans les nouveaux États issus de la dislocation de l'URSS a commencé.
Le Conseil russe de l'Église vieille-orthodoxe pomore est établi en 1989.

### Histoire moderne
La Russie déclare sa souveraineté le 12 juin 1990 et l'URSS est dissous officiellement le 31 décembre 1991.
En mai 2006, et pour la première fois depuis 1912, le troisième Concile panrusse de l'Église s'est tenu à Saint-Pétersbourg. En mai 2012, le quatrième Concile panrusse et le premier Conseil international de coordination de l'Église ont également eu lieu à Saint-Pétersbourg, avec la participation des différentes nouvelles structures nationales.

## Doctrine et pratiques
L'Église vieille-orthodoxe pomore de Russie, conformément aux caractéristiques canoniques et historiques de l'Église vieille-orthodoxe pomore, n'a pas une triple hiérarchie (diacres, presbytres [prêtres], évêques), mais selon ses traditions et sa doctrine, elle est une et indivisible. Il existe un rite du service divin non sacerdotal. Toutes les fonctions sont occupées par des laïcs.
L'Église reconnaît tous les sacrements de l'Église orthodoxe mais ne peut en accomplir que deux, faute de prêtres : le sacrement du baptême et le sacrement du repentir (confession), qui sont autorisés aux laïcs. L'Église reconnaît et célèbre le rite du mariage.

## Organisation
L'Église est dirigée par le Président du Conseil russe de l'Église vieille-orthodoxe pomore (en russe : Российский Совет Древлеправославной Поморской Церкви).
- 23 janvier 2018 - réunion à Moscou

Le Conseil russe de l'Église vieille-orthodoxe pomore s'occupe également des communautés qui n'ont pas d'organisation centralisée au niveau de leur État : Kazakhstan (18 communautés), Kirghizistan (3 communautés), Moldavie (1 communauté).
Au niveau international, le Conseil russe de l'Église vieille-orthodoxe pomore est membre du Conseil unifié de l'Église vieille-orthodoxe pomore (nouveau nom depuis 2001, du Conseil international de coordination, créé en 1992).

### Structure territoriale
La Russie est divisée en 9 régions ecclésiales, dotées parfois de Conseils régionaux :
- Région de la Moyenne Volga (Conseil créé les 3-5 novembre 1997 à Samara)
- Région du Caucase du Nord (Conseil créé le 10 août 2003 à Labinsk)
- Région de la Sibérie et de l'Altaï (Conseil créé le 21 mai 2006)

Les communautés locales, très autonomes, adhèrent à l'Église en acceptant la Charte qui la régie.
La Russie compte plus de 250 communautés vieilles-orthodoxes pomores organisées, mais elles ne sont pas toutes enregistrées officiellement (2021).

### Communautés locales par région (oblast)
- Région de Belgorod :
  - Belgorod[10], communauté enregistrée en 2001, église construite en 2006
  - Kochlakovo
- Région de Kirov :
  - Mourachi
- Région de Kourgan :
  - Kourgan
- Région de Léningrad & Saint-Pétersbourg :
  - Saint-Pétersbourg 1 - Rybatsky[11], église construite en 1889
  - Saint-Pétersbourg 2 - Tverskaïa[12], église construite en 1906-1907, fermée en 1936, restituée en 2005, restaurée en 2007
  - Saint-Pétersbourg 3 - Kolomenskaïa
  - Lampovo
- Région de Moscou & Moscou :
  - Moscou 1 - Preobrajensky
  - Moscou 2 - Tokmakov[13], église construite en 1907-1908, fermée en 1930, restituée au début des années 1990, en cours de restauration
  - Orekhovo-Zouïevo
- Région de Nijni Novgorod :
  - Bechentsevo
  - Gorodets
  - Linda[14], église construite en 2020
  - Nijni Novgorod
  - Outechino
- Région de Novgorod :
  - Kresttsy
  - Staraïa Roussa[15], église construite en 1371, transférée à la communauté en 1991
  - Soltsy
  - Veliki Novgorod
- Région d'Oulianovsk :
  - Oulianovsk
- Région de Penza :
  - Kouznetsk
- Région de Pskov :
  - Mikhalkino
  - Pskov
- Région de Riazan :
  - Aleksandrovskie Vysselki
  - Chilovo
- Région de Rostov :
  - Belaïa Kalitva
- Région de Samara :
  - Samara[16], église construite en 1878
  - Syzran
  - Togliatti
- Région de Saratov :
  - Belogornoïe
  - Korsakovka, église construite en 2009
  - Pougatchev
  - Saratov[17], église construite en 1841
- Région de Sverdlovsk :
  - Iekaterinbourg
  - Platonovo
- Région de Tcheliabinsk :
  - Novy Kremenkoul
  - Tcheliabinsk
- Région de Voronej :
  - Voronej
- Région de Vladimir :
  - Kovrov
- République d'Adyguée :
  - Maïkop
- République de Bachkirie
  - Oufa
- République des Komis : 
  - Tchernogorskaïa
  - Oust-Tsilma
  - Syktyvkar
  - Zamejnaïa
- République du Tatarstan :
  - Kazan
- District autonome de Nénétsie
  - Naryan-Mar 1 - Saint-Nicolas[18],[19], communauté créée dans les années 1930, enregistrée en 1999, église construite en 2008
  - Naryan-Mar 2 - Avvakoum, église construite en 2007
  - Poustozersk (lieu de pèlerinage)[20], église commémorative et réfectoire construits en 2012
- Territoire de l'Altaï :
  - Barnaoul
- Territoire de Krasnodar :
  - Beloretchensk
  - Labinsk
- Territoire de Krasnoïarsk :
  - Krasnoïarsk
- Territoire de Stavropol
  - Krasnogvardeïskoe

### Formation
Il existe une école de théologie par correspondance à Saint-Pétersbourg.

### Monachisme
Le monachisme avait complètement disparu. La renaissance de l'historique Monastère Vygovsky (en Carélie, près de la rivière Vyg) est en cours. Il y a également un projet de monastère à Kochlakovo dans la région de Belgorod.

## Relations avec les autres Églises

### Relations avec les autres Églises vieilles-croyantes
L'Église participe aux travaux du Groupe de travail pour la coordination de la coopération inter-vieux-croyants (en russe : Рабочей группы по координации межстарообрядческого сотрудничества).
Ce groupe de travail s'est réuni pour la première fois le 15 janvier 2016 au Centre culturel et de pèlerinage Avvakoum au cimetière Preobrajensky à Moscou avec des représentants de l'Église orthodoxe vieille-ritualiste russe, de l'Église vieille-orthodoxe russe, de l'Église vieille-orthodoxe pomore et de l'Église vieille-orthodoxe vieille-pomore. La Confession des Chapelles, par contre, n'a pas de représentant dans ce groupe.
Le 3 mars 2016, à la Maison des nationalités de Moscou, une table ronde s'est tenue sur le thème « Problèmes réels des Vieux-croyants », à laquelle ont participé des représentants des principaux courants des Vieux-croyants de Russie, notamment les primats des différentes Églises : Corneille (Titov) de l'Église orthodoxe vieille-ritualiste russe, Alexandre de l'Église vieille-orthodoxe russe et Oleg Ivanovitch Rozanov de l'Église vieille-orthodoxe pomore. Cette rencontre est une première historique.
Un Forum international des Vieux-croyants a eu lieu à Moscou les 18 et 19 mai 2021 à l'occasion du 400e anniversaire de la naissance de l'archiprêtre Avvakoum. Il a été organisé conjointement par l'Église orthodoxe vieille-ritualiste russe, l'Église vieille-orthodoxe pomore et l'Église vieille-orthodoxe vieille-pomore (par contre, sans l'Église vieille-orthodoxe russe, qui a décidé de se retirer du groupe de travail). Parmi les 39 intervenants, on retrouve bien sûr des représentants des Églises organisatrices mais aussi des représentants de la Confession des Chapelles.

### Relations avec l'Église orthodoxe russe

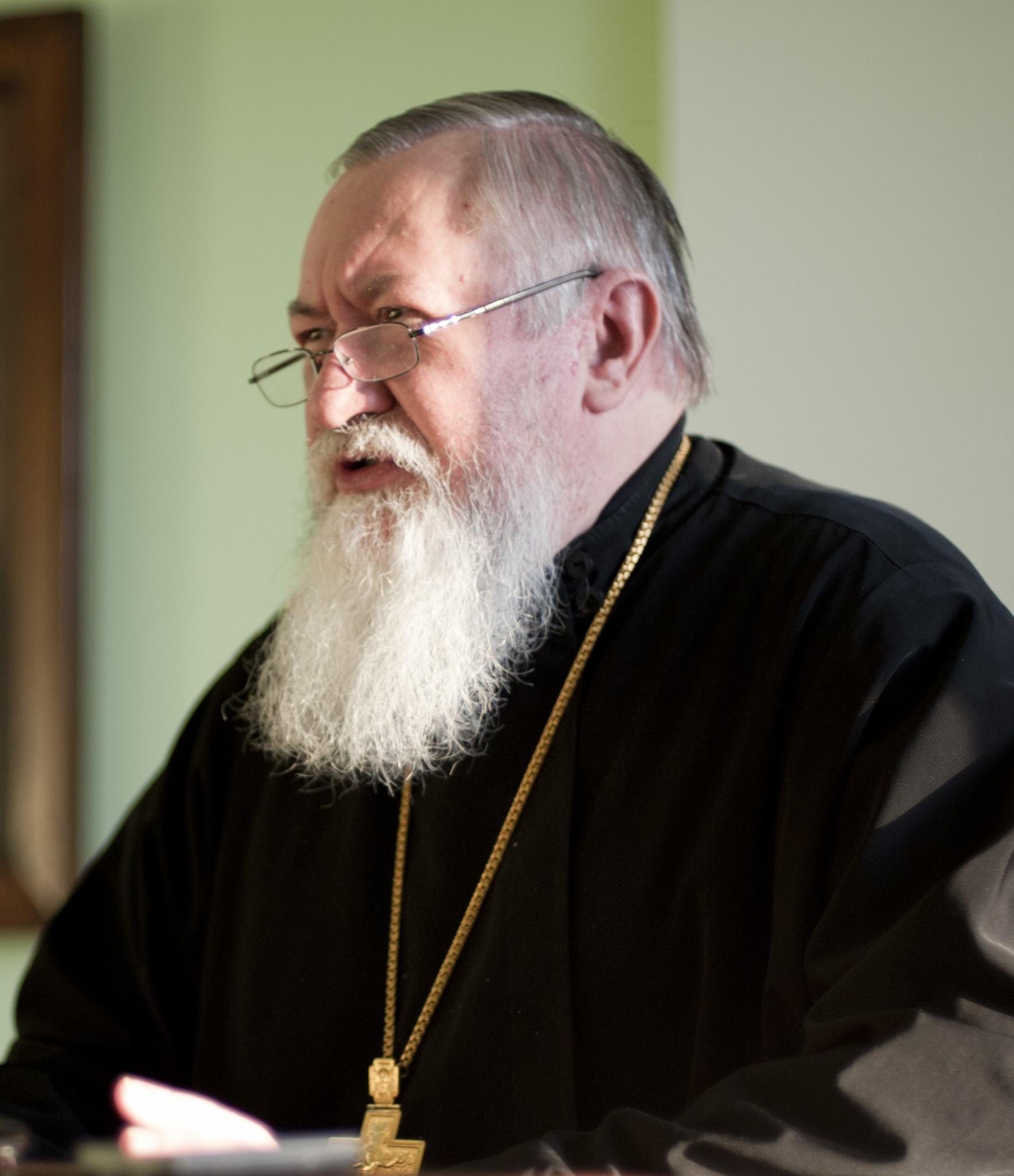
Ivan Mirolioubov, ancien responsable de l'Église vieille-orthodoxe pomore de Lettonie, passé à l'Église orthodoxe russe, secrétaire de la Commission pour les paroisses des Vieux-croyants et l'interaction avec les Vieux-croyants.

En 1999, l'Église orthodoxe russe a créé une Commission pour les paroisses des Vieux-croyants et l'interaction avec les Vieux-croyants (Комиссия по делам старообрядных приходов и по взаимодействию со старообрядчеством). Depuis 2005, le secrétaire de la Commission est Ivan Ivanovitch Mirolioubov, ancien Président du Conseil suprême de l'Église vieille-orthodoxe pomore de Lettonie et ancien recteur de l'école théologique de Riga, ordonné prêtre de l'Église orthodoxe russe à Moscou en 2007.
En 2009, l'Église orthodoxe russe a créé le Centre patriarcal de l'ancienne tradition liturgique russe (Патриарший центр древнерусской богослужебной традиции) dirigé par le même Ivan Ivanovitch Mirolioubov.
Pour son parcours personnel, il est très critiqué par une grande partie des Vieux-croyants pomores et autres.

## Relations avec l'État et les autorités
Le Conseil pour l'interaction avec les organisations religieuses (Совет по взаимодействию с религиозными объединениями) est un organe consultatif qui a été créé par un arrêté du président de la fédération de Russie le 24 avril 1995. C'est la plus haute instance de rencontre et l'échange entre les autorités politiques et les représentants des principales organisations religieuses de Russie. Le primat de l'Église orthodoxe vieille-ritualiste russe en est membre depuis sa création. Il a longtemps été le seul représentant des Vieux-croyants.
Depuis le 16 août 2021, il y a également un représentant de l'Église vieille-orthodoxe pomore de Russie.